# Betta simplex
Betta simplex là một loài cá thuộc họ Belontiidae. Nó là loài đặc hữu của Thái Lan.